# St. Louis (Oklahoma)
St. Louis é uma cidade  localizada no estado americano de Oklahoma, no Condado de Pottawatomie.

## Demografia
Segundo o censo americano de 2000, a sua população era de 206 habitantes.

## Geografia
De acordo com o United States Census Bureau tem uma área de
24,4 km², dos quais 24,4 km² cobertos por terra e 0,0 km² cobertos por água.

## Localidades na vizinhança
O diagrama seguinte representa as localidades num raio de 20 km ao redor de St. Louis.